# Johannes-Paul-II.-Küste
Koordinaten: 62° 2′ S, 58° 37′ W
Als Johannes-Paul-II.-Küste (englisch Joannes Paulus II Coast, polnisch Wybrzeże Jana Pawła II) wird die schroffe, vergletscherte Nordwestküste von King George Island, der größten der Südlichen Shetlandinseln, bezeichnet.
Sie erstreckt sich entlang der Drakestraße von der Fildes-Halbinsel im Südwesten bis zum Pottinger Point im Nordosten.
Die Küste wurde spätestens 1980 (während der Regierungszeit von Edward Gierek) von polnischen Polarforschern nach dem 1978 gewählten Papst Johannes Paul II. benannt.